# Infundibulum (chi ốc biển)
Infundibulum là một chi ốc biển, là động vật thân mềm chân bụng sống ở biển trong họ Trochidae, họ ốc đụn.

## Các loài
Các loài trong chi Infundibulum gồm có:
- Infundibulum concavum (Gmelin, 1791)[2][4]
- Infundibulum tomlini (Fulton, 1930)[2]

Synonyms:
- Infundibulum erythraeus (Brocchi, 1821)[5] is a synonym of Infundibulops erythraeus

## Hình ảnh

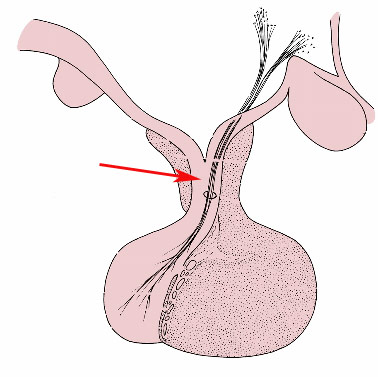